# Francesco Tommasiello
Francesco Tommasiello (ur. 22 czerwca 1934 w Solopaca, zm. 25 października 2005) – włoski duchowny rzymskokatolicki, biskup.
Został księdzem w 1959 (święcenia kapłańskie otrzymał 15 sierpnia 1959). Od lipca 1989 był biskupem diecezji Teano-Calvi; sakry biskupiej udzielił mu 7 października 1989 arcybiskup Neapolu kardynał Michele Giordano.